# Schurega
Schurega (Fries: Skuorregea; Stellingwerfs: Schurige) is een buurtschap in de gemeente Heerenveen, in de Nederlandse provincie Friesland.
De buurtschap wordt ook wel Jubbega-Schurega genoemd en ligt ten zuidwesten van Jubbega, dat ook wel wordt geduid als Jubbega-Derde Sluis omdat er vroeger in de kern een sluis lag in de Schoterlandse Compagniesvaartvaart. De buurtschap Schurega valt formeel onder het dorp Jubbega waarmee het dorp vroeger een tweelingdorp vormde. Anno 2019 wordt Jubbega samen met het naastgelegen Hoornsterzwaag ook een tweelingdorp genoemd.
Schurega ligt van oorsprong als een lintdorp tussen Oudehorne en Hoornsterzwaag in. Het heeft ook een eigen kerk maar wordt desondanks zelf sinds de 19e eeuw niet echt meer als een dorp beschouwd door de groei van Jubbega, al wordt het soms toch nog wel als zodanig aangeduid. Opvallend is dat de buurtschap ondanks het feit dat het duidelijk een bebouwde kom heeft, geen plaatsnaambord heeft, ook niet met de aanduiding Jubbega.

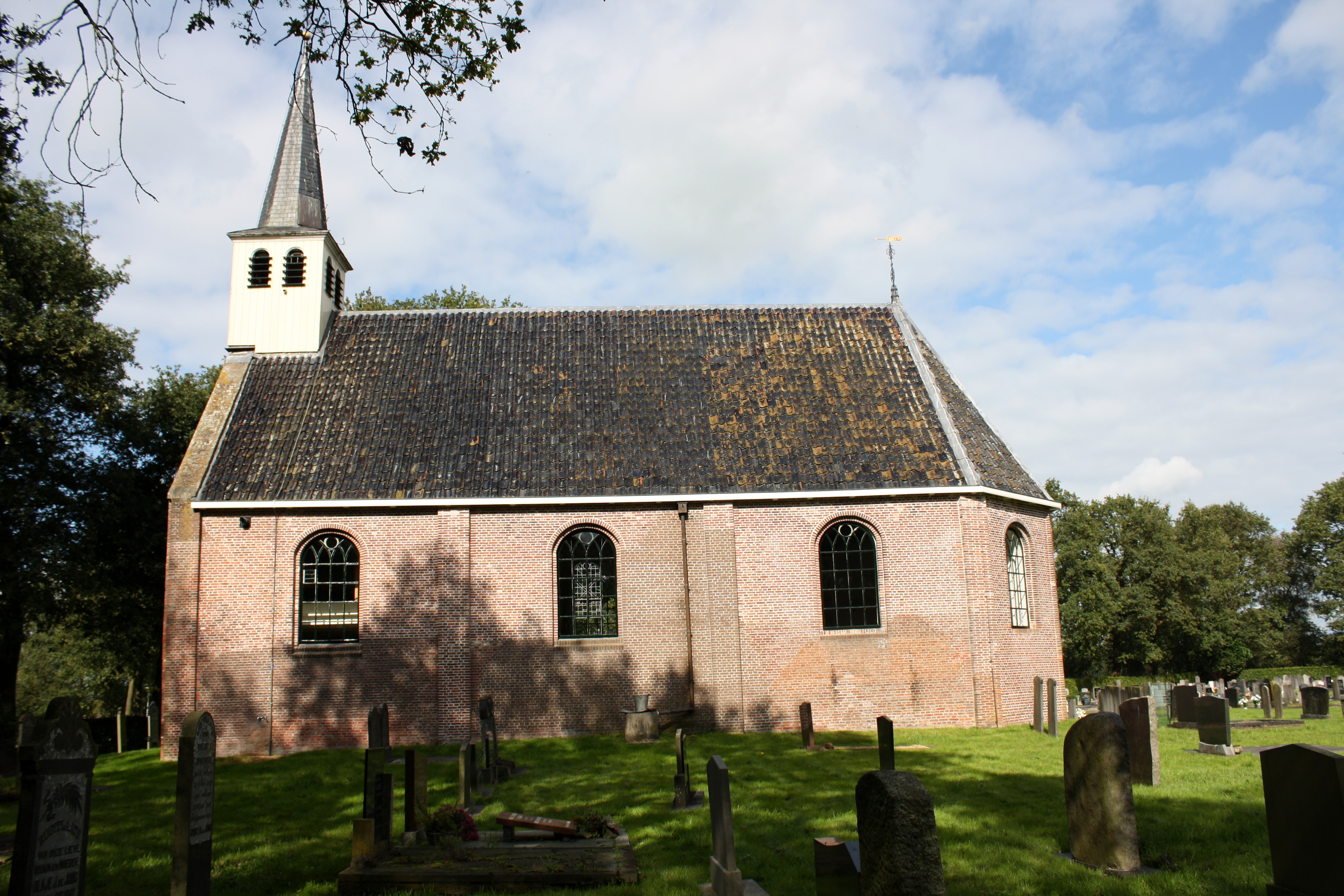
Kerk van Schurega

Schurega is een stuk ouder dan de dorpskern van Jubbega, die in de 18e eeuw is ontstaan. In Schurega stond namelijk al in 1579 een kerk.
Het dorp wordt in 1526 in de rentmeestersrekeningen van Ooststellingwerf Schuringae genoemd
De benaming Jubbega-Schurega werd in de 19e eeuw gebruikt als aanduiding van de twee plaatsen samen. Tussen de twee lag een ontginningsgebied en dit werd tot de jaren 80 van de twintigste eeuw ook als buurtschap geduid, als Jubbegaastercompagnie.
Door Jubbega-Schurega lopen de Gorredijksterweg en de Schoterlandseweg.